# Phalanx (comics)
Pour les articles homonymes, voir Phalanx.
Les Phalanx est le nom d'une espèce cybernétique de fiction évoluant dans l’univers Marvel de la maison d'édition Marvel Comics.
Créée par le scénariste Scott Lobdell et le dessinateur Joe Madureira (mais devant beaucoup au concept et à l'apparence de la race Technarchy (en) originale créée par le scénariste Chris Claremont et le dessinateur Bill Sienkiewicz), cette espèce apparaît pour la première fois dans le comic book Uncanny X-Men #312 en avril 1994, bien qu'apparaissant dans des variantes de prototypes dans des numéros antérieurs.
Cette race est entrée en conflit avec l'équipe des X-Men à plusieurs occasions.

## Biographie fictionnelle

### Origines
Les Phalanx est une race techno-organique d'êtres vivants infectés par un « virus transmode » extraterrestre. Ils passent un cycle à infecter d'autres êtres avant d'atteindre une masse critique. Grâce à une sécrétion de matière techno-organique, ils construisent des sortes de tours, pour contacter la Technarchie (Technarchy (en) en VO) qui, pourtant, considère les Phalanx comme des abominations et tente de détruire leurs nids en volant l'énergie des planètes qui les abritent.
À l'origine, ce sont des scientifiques qui ont infecté des volontaires avec le virus transmode dans le but de créer une version techno-organique des Sentinelles. Cependant, le résultat de leurs expériences (les Phalanx) désirait convertir toute vie sur Terre en créature techno-organique. Comme les Phalanx ne pouvaient assimiler les mutants en raison de leur structure génétique, ils tentèrent de les tuer. Les X-Men purent détruire la plus grande partie des Phalanx mais depuis, ils se sont répandus dans l'espace, menaçant l'empire Shi'ar.
Leur empire a tenté de conquérir l'empire Shi'ar et fut vaincu par les X-Men avec l'aide de Deathbird. Un jour, une armée Phalanx prit d'assaut et conquit la capitale de l'empire Shi'ar, Chandilar, faisant de l'impératrice Lilandra sa prisonnière. Gladiator, de la Garde impériale Shi'ar, requit l'aide des X-Men qui vinrent à Chandilar dans un vaisseau Shi'ar. Le Fauve trouva un moyen de séparer la partie mécanique de la partie organique des Phalanx, qui furent ainsi détruits.
Après la tentative de conquête de l'univers Marvel par Annihilus lors de la « vague d'Annihilation », les Phalanx en profitèrent pour se lancer à la conquête de l'empire Kree, affaibli par cette guerre et assimilèrent plusieurs planètes et populations de cet empire.

### Le Phalanx de la Terre
Les Phalanx terrestres furent formés par des anti-mutants qui s'infectèrent volontairement le virus transmode souche, prélevé dans les cendres de Warlock, un Technarque renégat ayant rejoint les Nouveaux Mutants tué par Cameron Hodge (en) à Génosha. Ce dernier, rendu immortel par un pacte avec le démon N'astirh (en), s'infecta lui aussi.
Après avoir été tué par Cameron Hodge, Warlock ressuscita comme membre des Phalanx avec l'apparence de son ami feu Doug Ramsey. Bien que ses souvenirs aient été effacés « Douglock » aida les X-Men à vaincre les Phalanx.
Les objectifs des Phalanx sur Terre étaient soutenus par de nombreux assistants humains. Le docteur Stephen Lang (en), qui avait autrefois construit les Sentinelles, fut kidnappé par des scientifiques. Il fut cybernétiquement relié aux Phalanx. Bien qu'il ait gardé son libre arbitre, Lang considérait que les Phalanx permettraient à l'humanité d'évoluer à un niveau supérieur aux mutants, puis de les éradiquer. Cameron Hodge, ennemi de Facteur-X, fut assimilé aux Phalanx et participa à l'orientation de ses actions. Parmi les nombreux humains non consentants à être assimilés, il y eut la sœur aînée de Jean Grey, Sara. 
Leur but initial était d'assimiler les mutants dans leur collectif. Quand ils découvrirent que les mutants possédaient une résistance naturelle au virus transmode (le code génétique étant à chaque fois plus différent qu'un humain normal), ils capturèrent les X-Men et les remplacèrent par des doubles, pour voler leurs connaissances sur la génétique. Le Hurleur, absent lors de l'attaque, suspecta une infiltration. Il forma une équipe de sauvetage avec Emma Frost, Jubilé et Dents-de-sabre et détruisit la base de données pour bloquer les Phalanx dans leur recherche.
Les Phalanx capturèrent alors les membres de la prochaine génération des jeunes mutants, afin de les utiliser comme cobayes. En faisant des expériences sur leurs captifs, les Phalanx espéraient découvrir un moyen de convertir les mutants en êtres techno-organiques comme eux, afin de pouvoir les assimiler. Après la victoire des X-Men sur les Phalanx, Charles Xavier décida de mettre en place une nouvelle classe, Generation X pour ces jeunes mutants en vue de leur apprendre à maîtriser l'usage de leurs pouvoirs.
L'instinct des Phalanx les poussèrent à retrouver leurs ancêtres Technarques. En revanche, ces derniers ne ressentirent aucune affinité envers eux. Il drainèrent toute leur énergie vitale avant de les détruire.

## Apparitions dans d'autres médias

### Télévision
- 2012 : Ultimate Spider-Man (série d'animation)

### Jeu vidéo
- X-Men 2: Clone Wars (1995)